# 新竹市國際風箏節
新竹市國際風箏節（英語譯名：Hsinchu City International Kite Festival）是由新竹市政府主辦的大型風箏戶外活動，於2017年首次舉辦，每屆皆舉辦在8月底至9月，為期兩天的午後及夜間活動。

## 歷史
國際風箏賽場分一、二期工程於2017年完工，主要以新竹漁港南側疏浚淤沙重新利用，解決堆沙及排水問題，並鋪設觀海、放風箏的大草坪。
首屆活動「2017新竹市國際風箏節」於2017年8月26日、27日在新竹漁港國際風箏賽場舉辦。
2018年風箏節於9月8、9日舉行(因雨勢取消9日活動)，配合北側水岸護堤工程完工，邀請七國好手參與。
2019年於8月24日、25日舉行，因白鹿颱風侵台而暫停24日活動，改於25日上午進行，配合年底重新開放的新竹市立動物園以「動物」為主題舉行。
2020年風箏節邀請15支隊伍參與，來自臺灣、英國、美國、德國、法國、澳大利亞的藝術風箏創作。
2021於9月4日至9月5日舉行，受疫情影響，採免費線上預約制，每場300名限額分流管控，以｢微解風｣為主題，有許多防疫相關設計的風箏放飛，亦有放大15倍的「乖乖巨型風箏」為最大看點。
2022年以「風．潮」為主題於9月17、18舉行，有紐西蘭的16米鯨魚、15米海豚風箏、10米及8米鯨魚風箏等領飛，亦有呼應17公里海岸線自行車道，推出腳踏車造型風箏。夜晚由夜光海豚領飛各式海洋生物，還有新加坡獨創LED遙控風箏首度來台演出。
2023年以「海想來」9月9、10日舉行(因海葵颱風自2、3日延期)，整體風箏圍繞「風」、「海」、「科技」三大主題設計，有各國風箏如新加坡的魚尾獅風箏、泰國的泰國神等等展現異國文化特色，亦有兩隻30米巨型鯨魚造型風箏飄揚。

## 事故
2020新竹市國際風箏節活動第二日，即8月30日下午15時40分(UTC+8)，在施放糖果風箏時，意外纏住一位女童，將其捲往空中持續30秒，所幸女童平安落地，僅受到驚嚇與輕微擦傷。由於畫面驚險，這一事件也有許多國內、外媒體關注。事後新竹市政府立即暫停此次2020年新竹市國際風箏節的活動。

## 外部連結
- 官方网站
- 新竹市國際風箏節的Facebook專頁